# Pacomi el Jove
Pacomi el Jove (Pachomius, Παχώμιος) fou un escriptor i monjo egipci.
Heribert Rosweyd (Vitae Patrum, Anvers, 1615, p. 233) l'esmenta com a Postumi de Memfis i diu que va ser pare de cinc fills que foren monjos, però el MSS indica Pacomi i no Postumi. Va viure probablement al segle iv i va deixar escrita alguna biografia de religiosos.